# Lasioglossum synavei
Lasioglossum synavei är en biart som först beskrevs av Gregory B. Pauly 1984.  Lasioglossum synavei ingår i släktet smalbin, och familjen vägbin. Inga underarter finns listade i Catalogue of Life.